# Mayu Shinjō
Mayu Shinjo (新條まゆ?, Shinjō Mayu; Giappone, 26 gennaio 1973) è una fumettista giapponese.

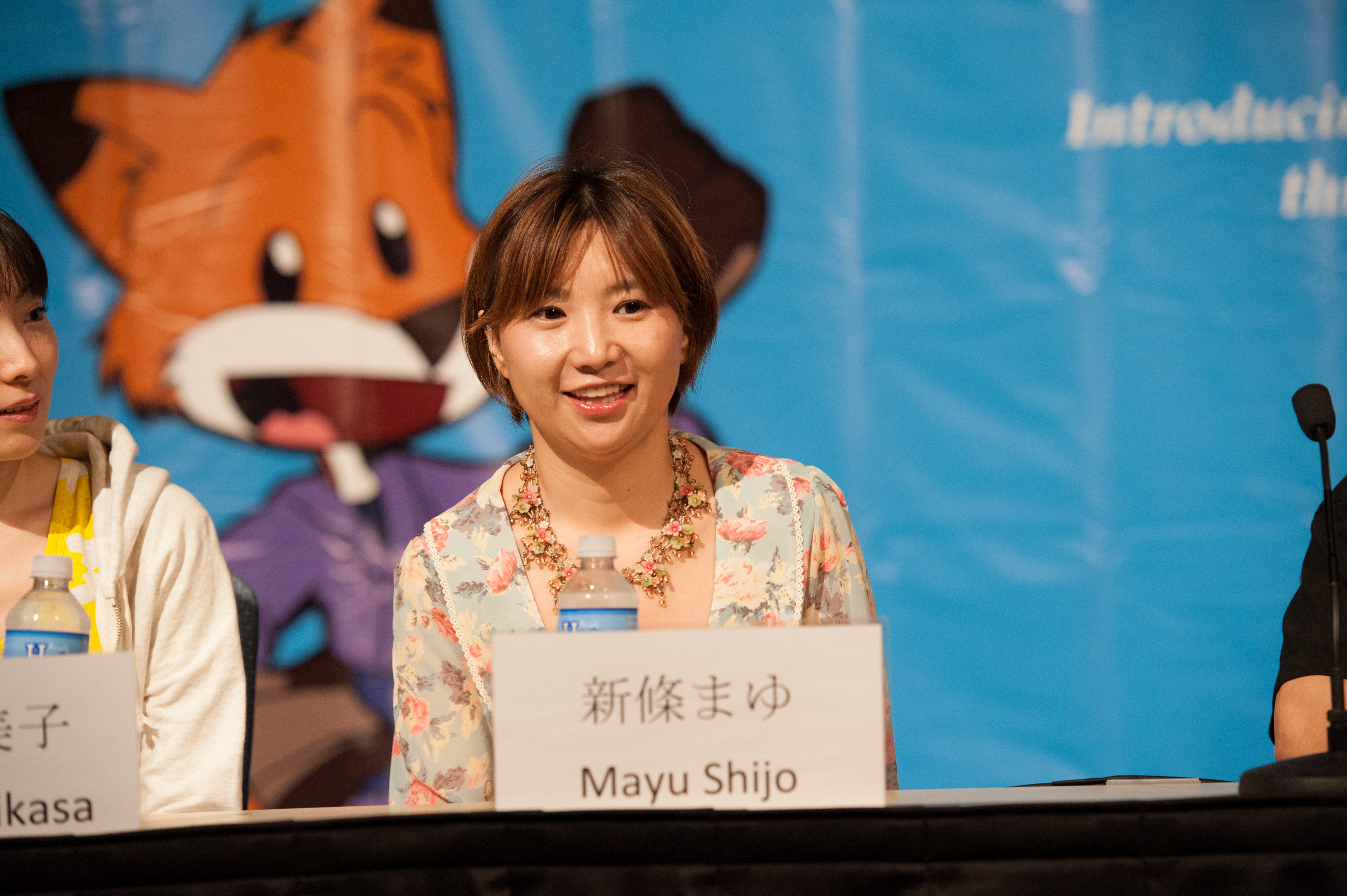
Mayu Shinjo

Ha creato molti manga incentrati su temi di amore, di sessualità e di romanticismo in generale. Ha debuttato nel 1994 nella rivista Shōjo Comic con Anata no Iro ni Somarita. Dal 2004 al 2007 ha disegnato invece per la Shogakukan.
La Shinjo è nota anche per la caratteristica dei suoi manga in cui delle giovani ragazze si innamorano di uomini più vecchi. I suoi manga comunque non sono di genere hentai, bensì dei più leggeri ecchi. Negli Stati Uniti il suo manga più conosciuto è Strofe d'amore, uno dei pochi ad essere pubblicati poiché gli altri sono più spinti, da cui è stata tratta anche una serie anime e un drama CD. In Italia invece i suoi manga più famosi sono Love Celeb ed il più recente Virgin Crisis.

## Manga di Mayu Shinjo
(1995) Make Love shiyo!! 

(1996) Sexy Guardian (SEXY ガ―ディアン) 

(1996) Suki Shite Sadist (すきしてサディスト, Love Me Sadist) 

(1997) Kaikan Furēzu (快感 フレーズ, in Italia "Strofe d'amore" ) 

(2001) Akuma na Eros (悪魔なエロス, in Italia "Virgin Crisis") 

(2003-2004) Kimi sae mo Ai no Kusari 

(2002-2004) Haou Airen (覇王・愛人, Surpreme King's Mistress) 

(2005) The Poisonous Flower 

(2004-2006) Rabu Serebu (ラブセレブ, Love Celeb) 

(2006-2007) Ai wo Utau yori Ore ni Oborero! (愛を歌うより俺に溺れろ!) 

(2006-2007) Sex=Love² 

(2008) Midnight Children 

(2008–2011) Ai Ore! – Danshikō no Hime to Joshikō no Ōji (愛俺! 〜男子校の姫と女子校の王子〜, in Italia "Ai Ore: Amami!")[6] 

(2009) Apple 

(2009) Hāto no Daiya (ハートのダイヤ?, lit. The Diamond of Heart) 

(2009) Ayakashi Koi Emaki (in Italia "Storia d'amore e di demoni")

(2010) Goshimeidesu 

Di questi ne sono arrivati in Italia solo sei (Strofe d'amore, Love Celeb, Virgin Crisis, Sex=Love², Ai Ore! e Storia d'amore e di demoni). Tutti editi dalla Star Comics, tranne Storia d'amore e di demoni, pubblicato dalla Planet Manga.

## Curiosità
- La Shinjo sembra essere una patita delle automobili. Molte volte scrive di portare la sua macchina dal meccanico per modificarla e di andare spesso all'autodromo a vedere le corse. La sua macchina è una decappottabile rossa.
- La musica che preferisce è la Eurobeat
- Segue spesso delle diete, che però non danno molti frutti a causa del suo metabolismo lento.